# مری الیزابت مک‌گلین

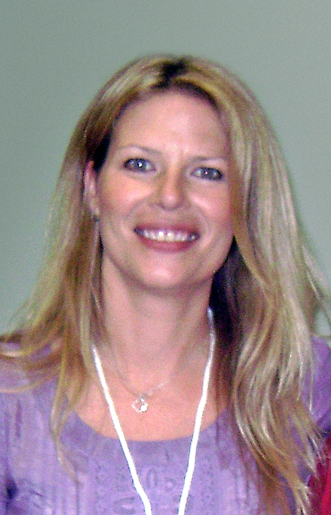
مری الیزابت مک‌گلین در سال ۲۰۰۹ میلادی

مری الیزابت مک‌گلین (انگلیسی: Mary Elizabeth McGlynn) یک صدا پیشه و مدیر دوبلاژ اهل ایالات متحده آمریکا است.
علت شهرت او، دوبلهٔ کارتون‌های خارجی متعدد، به زبان انگلیسی است.

## گزیده فیلمشناسی
از فیلم‌ها یا برنامه‌های تلویزیونی که وی در آن نقش داشته‌است می‌توان به آثار زیر اشاره کرد.
- کابوی بیباپ (۱۹۹۸–۹۹)
- آوت‌لو استار (۱۹۹۸)
- رورونی کنشین (۱۹۹۹)
- X (مانگا) (۲۰۰۲)
- ناروتو (۲۰۰۳–۰۶)
- باران گرگ (۲۰۰۳)
- شبح درون پوسته: استند الون کامپلکس (۲۰۰۴–۰۷)
- کد گیاس (۲۰۰۸)
- ناروتو (۲۰۰۹–۱۶)
- بوروتو: ناروتو نسل‌های بعدی (۲۰۱۹)
- شبح درون پوسته: سک ۲۰۴۵ (۲۰۲۰)
- جهان استیون (۲۰۱۴–۱۸)
- شورشیان جنگ ستارگان (۲۰۱۶–۱۸)
- جنگ ستارگان مقاومت (۲۰۱۸–۲۰۲۰)
- کارمن سندیگو (مجموعه تلوزیونی) (۲۰۱۹–۲۰۲۱)
- شاهزاده مونونوکه (۱۹۹۹)
- کلان‌شهر (فیلم ۲۰۰۱) (۲۰۰۱)
- اپلسید (۲۰۰۴)
- شبح درون پوسته ۲: اینوسنسو (۲۰۰۴)
- کرکس آمریکایی (فیلم) (۲۰۰۷)
- رزیدنت ایول: تباهی (۲۰۰۸)
- تکن: انتقام خون (۲۰۱۱)
- شبح درون پوسته: خیزش (۲۰۱۵)
- شبح درون پوسته: فیلم جدید (۲۰۱۵)
- رزیدنت ایول: انتقام (۲۰۱۷)
- سایلنت هیل (۲۰۰۳–۱۲)
- شیطان هم می‌گرید ۳: بیداری دانته (۲۰۰۵)
- عزای سربروس: فاینال فانتزی ۷ (۲۰۰۶)
- شیطان هم می‌گرید ۴ (۲۰۰۸)
- افرو سامورایی (بازی) (۲۰۰۹)
- تکن ۶ (۲۰۰۹)
- فاینال فانتزی ۱۳ (۲۰۱۰)
- استریت فایتر در مقابل تکن (۲۰۱۲)
- دارکسایدرز ۲ (۲۰۱۲)
- لیگ افسانه‌ها (۲۰۱۲)
- دیابلو ۳: دروگر ارواح (۲۰۱۴)
- قهرمانان طوفان (۲۰۱۵)
- استارکرفت ۲: میراث باطل (۲۰۱۵)
- سرگذشت زنوبلید X (2015)
- هیتمن (بازی ویدئویی ۲۰۱۶) (۲۰۱۶)
- تکن ۷ (۲۰۱۶)
- آرتی‌فکت (۲۰۱۸)
- مورتال کامبت ۱۱ (۲۰۱۹)
- افسانه رونترا (۲۰۲۰)
- رزیدنت ایول ۳ (بازی ویدئویی ۲۰۲۰) (۲۰۲۰)
- زینا: شاهدخت جنگجو (۱۹۹۵)
- سایلنت هیل (فیلم) (۲۰۰۶)